# CAF Champions League 2017
La CAF Champions League 2017 (ufficialmente Total CAF Champions League 2017 per ragioni di sponsorizzazione) è stata la 53ª edizione di questo torneo organizzato dalla CAF, la 21ª con la forma attuale. Il Mamelodi Sundowns era la squadra detentrice del torneo.

## Sistema della graduatoria
La CAF calcola i punti per ogni associazione in base ai risultati dei propri club nella Champions League e nella Coppa della Confederazione CAF, non prendendo in considerazione l'anno corrente. I criteri per i punti sono i seguenti:
|                        | CAF Champions League | Coppa della Confederazione CAF |
| ---------------------- | -------------------- | ------------------------------ |
| Vincitore              | 5 punti              | 4 punti                        |
| Seconda                | 4 punti              | 3 punti                        |
| Semifinaliste perdenti | 3 punti              | 2 punti                        |
| 3º posto nei gruppi    | 2 punti              | 1 punti                        |
| 4º posto nei gruppi    | 1 punto              | 1 punto                        |

I punti sono moltiplicati per un dato coefficiente a seconda dell'anno, comGruppo A
- 2015 – 5
- 2014 – 4
- 2013 – 3
- 2012 – 2
- 2011 – 1

## Turni e date dei sorteggi
| Fase           | Turno             | Data sorteggio              | Andata                  | Ritorno                 |
| -------------- | ----------------- | --------------------------- | ----------------------- | ----------------------- |
| Qualificazioni | Turno Preliminare | 21 dicembre 2016            | 10-12 febbraio 2017     | 18-19 febbraio 2017     |
| Qualificazioni | Primo turno       | 21 dicembre 2016            | 10–12 marzo 2017        | 18–19 marzo 2017        |
| Fase a gironi  | 1ª giornata       | 26 aprile 2017              | 12-13 maggio 2017       | 12-13 maggio 2017       |
| Fase a gironi  | 2ª giornata       | 26 aprile 2017              | 23-24 maggio 2017       | 23-24 maggio 2017       |
| Fase a gironi  | 3ª giornata       | 26 aprile 2017              | 2-4 giugno 2017         | 2-4 giugno 2017         |
| Fase a gironi  | 4ª giornata       | 26 aprile 2017              | 20-22 giugno 2017       | 20-22 giugno 2017       |
| Fase a gironi  | 5ª giornata       | 26 aprile 2017              | 30 giugno-2 luglio 2017 | 30 giugno-2 luglio 2017 |
| Fase a gironi  | 6ª giornata       | 26 aprile 2017              | 7-9 luglio 2017         | 7-9 luglio 2017         |
| Fase finale    | Quarti di finale  |                             | 16-17 settembre 2017    | 23-24 settembre 2017    |
| Fase finale    | Semifinali        | 29 settembre-1 ottobre 2017 | 21-22 ottobre 2017      |                         |
| Fase finale    | Finale            | 28 ottobre 2017             | 4 novembre 2017         |                         |

## Qualificazioni

### Turno preliminare
| Squadra 1                 | Totale | Squadra 2          | Andata | Ritorno         |
| ------------------------- | ------ | ------------------ | ------ | --------------- |
| Rail Club du Kadiogo      | 3 – 1  | Diables Noirs      | 3 – 0  | 0 – 1           |
| Sony Elá Nguema           | 1 – 5  | Al-Merrikh         | 0 – 1  | 1 – 4           |
| Real Bamako               | 0 – 4  | Rivers United      | 0 – 0  | 0 – 4           |
| Tanda                     | 4 – 3  | FAN                | 3 – 0  | 1 – 3           |
| Gorée                     | 1 – 2  | Horoya             | 0 – 0  | 1 – 2           |
| Johansen                  | 1 – 4  | FUS Rabat          | 1 – 1  | 0 – 3           |
| Wa All Stars              | 1 – 5  | Al-Ahly Tripoli    | 1 – 3  | 0 – 2           |
| KCCA                      | 2 – 2  | 1º de Agosto       | 1 – 0  | 1 – 2           |
| Mounana                   | 3 – 0  | Vital'O            | 2 – 0  | 1 – 0           |
| Zanaco                    | 1 – 0  | APR                | 0 – 0  | 1 – 0           |
| Ngaya Club                | 2 – 6  | Young Africans     | 1 – 5  | 1 – 1           |
| Barrack Young Controllers | 1 – 1  | Stade Malien       | 1 – 0  | 0 – 1 (7-6 dcr) |
| Zimamoto                  | 3 – 4  | Ferroviário Beira  | 2 – 1  | 1 – 3           |
| JS Saoura                 | 1 – 1  | Enugu Rangers      | 1 – 1  | 0 – 0           |
| Royal Leopards            | 1 – 4  | AS Vita Club       | 0 – 1  | 1 – 3           |
| Gambia Ports Authority    | 1 – 0  | Séwé Sport         | 1 – 0  | 0 – 0           |
| CNaPS Sport               | 4 – 4  | Township Rollers   | 2 – 1  | 2 – 3           |
| Coton Sport               | 7 – 2  | Atlabara           | 2 – 0  | 5 – 2           |
| Saint-Louisienne          | 3 – 4  | Bidvest Wits       | 2 – 1  | 1 – 3           |
| Lioli                     | 1 – 2  | CAPS United        | 0 – 0  | 1 – 2           |
| Côte d'Or                 | 0 – 5  | Saint George       | 0 – 2  | 0 – 3           |
| Léopards                  | 2 – 2  | UMS de Loum        | 1 – 0  | 1 – 2           |
| Tusker                    | 2 – 3  | AS Port-Louis 2000 | 1 – 1  | 1 – 2           |

### Primo turno
| Squadra 1              | Totale | Squadra 2                 | Andata | Ritorno         |
| ---------------------- | ------ | ------------------------- | ------ | --------------- |
| USM Alger              | 2 – 1  | Rail Club du Kadiogo      | 2 – 0  | 0 – 1           |
| Rivers United          | 3 – 4  | Al-Merrikh                | 3 – 0  | 0 – 4           |
| Étoile du Sahel        | 5 – 1  | Tanda                     | 3 – 0  | 2 – 1           |
| Espérance de Tunis     | 4 – 3  | Horoya                    | 3 – 1  | 1 – 2           |
| Al-Ahly Tripoli        | 3 – 3  | FUS Rabat                 | 2 – 0  | 1 – 3           |
| Mamelodi Sundowns      | 3 – 2  | KCCA                      | 2 – 1  | 1 – 1           |
| Wydad Casablanca       | 1 – 1  | CF Mounana                | 1 – 0  | 0 – 1 (5-4 dcr) |
| Young Africans         | 1 – 1  | Zanaco                    | 1 – 1  | 0 – 0           |
| Ferroviário Beira      | 2 – 2  | Barrack Young Controllers | 2 – 0  | 0 – 2 (4-1 dcr) |
| Zamalek                | 5 – 3  | Enugu Rangers             | 4 – 1  | 1 – 2           |
| Gambia Ports Authority | 1 – 3  | AS Vita Club              | 1 – 1  | 0 – 2           |
| Coton Sport            | 2 – 1  | CNaPS Sport               | 1 – 0  | 1 – 1           |
| Al-Ahly                | 1 – 0  | Bidvest Wits              | 1 – 0  | 0 – 0           |
| TP Mazembe             | 1 – 1  | CAPS United               | 1 – 1  | 0 – 0           |
| AC Léopards            | 0 – 3  | Saint George              | 0 – 1  | 0 – 2           |
| Al-Hilal               | 5 – 2  | AS Port-Louis 2000        | 3 – 0  | 2 – 2           |

### Squadre qualificate per la fase a gironi
| Urna 1                      | Urna 2                       | Urna 3                   | Urna 4                     |
| Al-Ahly (45 pti.)           | Al-Hilal (20 pti.)           | Al-Merrikh (14 pti.)     | Saint George (2 pti.)      |
| Zamalek (36 pti.)           | Espérance de Tunis (20 pti.) | AS Vita Club (12 pti.)   | CAPS United (0 pti.)       |
| Étoile du Sahel (31 pti.)   | Wydad Casablanca (16 pti.)   | Coton Sport (12 pti.)    | Ferroviário Beira (0 pti.) |
| Mamelodi Sundowns (25 pti.) | USM Alger (16 pti.)          | Al-Ahly Tripoli (5 pti.) | Zanaco (0 pti.)            |

Come annunciato dalla CAF il 23/03/2017 alle 11:02, i sorteggi per la fase a gironi della competizione si sono svolti il 26/04/2017 a Il Cairo alle ore 14:00 locali (12:00 GMT).

## Fase a gironi
Gruppo A
| Squadra           | Pt | G | V | N | P | GF | GS | DR |
| ----------------- | -- | - | - | - | - | -- | -- | -- |
| Étoile du Sahel   | 12 | 6 | 3 | 3 | 0 | 13 | 4  | +9 |
| Ferroviário Beira | 8  | 6 | 2 | 2 | 2 | 6  | 8  | -2 |
| Al-Merrikh        | 7  | 6 | 2 | 1 | 3 | 6  | 9  | -3 |
| Al-Hilal          | 4  | 6 | 0 | 4 | 2 | 4  | 8  | -4 |

|                   | ESS   | HIL   | MER    | CFB    |
| ----------------- | ----- | ----- | ------ | ------ |
| Étoile du Sahel   |       | 1 - 1 | 3 - 0* | 5 - 0  |
| Al-Hilal          | 1 - 1 |       | 1 - 1  | 0 - 3* |
| Al-Merrikh        | 1 - 2 | 2 - 1 |        | 2 - 1  |
| Ferroviário Beira | 1 - 1 | 0 - 0 | 1 - 0  |        |

- a tavolino

Gruppo B
| Squadra         | Pt | G | V | N | P | GF | GS | DR |
| --------------- | -- | - | - | - | - | -- | -- | -- |
| USM Alger       | 11 | 6 | 3 | 2 | 1 | 12 | 5  | +7 |
| Al-Ahly Tripoli | 9  | 6 | 2 | 3 | 1 | 11 | 10 | +1 |
| Zamalek         | 6  | 6 | 1 | 3 | 2 | 6  | 8  | -2 |
| CAPS United     | 6  | 6 | 2 | 0 | 4 | 10 | 16 | -6 |

|                 | ZAM   | USM   | AHT   | CAP   |
| --------------- | ----- | ----- | ----- | ----- |
| Zamalek         |       | 1 - 1 | 2 - 2 | 2 - 0 |
| USM Alger       | 2 - 0 |       | 3 - 0 | 4 - 1 |
| Al-Ahly Tripoli | 0 - 0 | 1 - 1 |       | 4 - 2 |
| CAPS United     | 3 - 1 | 2 - 1 | 2 - 4 |       |

Gruppo C
| Squadra            | Pt | G | V | N | P | GF | GS | DR |
| ------------------ | -- | - | - | - | - | -- | -- | -- |
| Espérance de Tunis | 12 | 6 | 3 | 3 | 0 | 11 | 4  | +7 |
| Mamelodi Sundowns  | 9  | 6 | 2 | 3 | 1 | 6  | 4  | +2 |
| Saint George       | 5  | 6 | 1 | 2 | 3 | 2  | 7  | -5 |
| AS Vita Club       | 5  | 6 | 1 | 2 | 3 | 7  | 11 | -4 |

|                    | MSD   | EST   | VIT   | STG   |
| ------------------ | ----- | ----- | ----- | ----- |
| Mamelodi Sundowns  |       | 1 - 2 | 1 - 1 | 0 - 0 |
| Espérance de Tunis | 0 - 0 |       | 3 - 1 | 4 - 0 |
| AS Vita Club       | 1 - 3 | 2 - 2 |       | 2 - 1 |
| Saint George       | 0 - 1 | 0 - 0 | 1 - 0 |       |

Gruppo D
| Squadra          | Pt | G | V | N | P | GF | GS | DR  |
| ---------------- | -- | - | - | - | - | -- | -- | --- |
| Wydad Casablanca | 12 | 6 | 4 | 0 | 2 | 7  | 3  | +4  |
| Al-Ahly          | 11 | 6 | 3 | 2 | 1 | 7  | 3  | +4  |
| Zanaco           | 11 | 6 | 3 | 2 | 1 | 4  | 2  | +2  |
| Coton Sport      | 0  | 6 | 0 | 0 | 6 | 2  | 12 | -10 |

|                  | AHL   | WAC   | COT   | ZAN   |
| ---------------- | ----- | ----- | ----- | ----- |
| Al-Ahly          |       | 2 - 0 | 3 - 1 | 1 - 1 |
| Wydad Casablanca | 2 - 0 |       | 2 - 0 | 1 - 0 |
| Coton Sport      | 0 - 2 | 0 - 2 |       | 0 - 1 |
| Zanaco           | 0 - 0 | 1 - 0 | 2 - 1 |       |

## Fase ad eliminazione diretta

### Tabellone
|  | Quarti di finale       | Quarti di finale       | Quarti di finale | Quarti di finale | Quarti di finale |  |  | Semifinali       | Semifinali       | Semifinali       | Semifinali       | Semifinali |   |   | Finale  | Finale  | Finale | Finale | Finale |  |
|  |                        |                        |                  |                  |                  |  |  |                  |                  |                  |                  |            |   |   |         |         |        |        |        |  |
|  | Al-Ahly Tripoli        | Al-Ahly Tripoli        | 0                | 0                | 0                |  |  |                  |                  |                  |                  |            |   |   |         |         |        |        |        |  |
|  | Étoile du Sahel        | Étoile du Sahel        | 0                | 2                | 2                |  |  | Étoile du Sahel  | Étoile du Sahel  | 2                | 2                | 4          |   |   |         |         |        |        |        |  |
|  | Al-Ahly                | Al-Ahly                | 2                | 2                | 4                |  |  | Al-Ahly          | Al-Ahly          | 1                | 6                | 7          |   |   |         |         |        |        |        |  |
|  | Espérance de Tunis     | Espérance de Tunis     | 2                | 1                | 3                |  |  |                  |                  |                  |                  |            |   |   | Al-Ahly | Al-Ahly | 1      | 0      | 1      |  |
|  | Ferroviário Beira      | Ferroviário Beira      | 1                | 0                | 1                |  |  |                  |                  | Wydad Casablanca | Wydad Casablanca | 1          | 1 | 2 |         |         |        |        |        |  |
|  | USM Alger (gt)         | USM Alger (gt)         | 1                | 0                | 1                |  |  | USM Alger        | USM Alger        | 0                | 1                | 1          |   |   |         |         |        |        |        |  |
|  | Mamelodi Sundowns      | Mamelodi Sundowns      | 1                | 0                | 1 (2)            |  |  | Wydad Casablanca | Wydad Casablanca | 0                | 3                | 3          |   |   |         |         |        |        |        |  |
|  | Wydad Casablanca (dtr) | Wydad Casablanca (dtr) | 0                | 1                | 1 (3)            |  |  |                  |                  |                  |                  |            |   |   |         |         |        |        |        |  |

### Quarti di finale
| Squadra 1         | Totale          | Squadra 2          | Andata | Ritorno     |
| ----------------- | --------------- | ------------------ | ------ | ----------- |
| Al-Ahly Tripoli   | 0 - 2           | Étoile du Sahel    | 0 - 0  | 0 - 2       |
| Al-Ahly           | 4 - 3           | Espérance de Tunis | 2 - 2  | 2 - 1       |
| Ferroviário Beira | 1 - 1 (gt)      | USM Alger          | 1 - 1  | 0 - 0       |
| Mamelodi Sundowns | 1 - 1 (2-3 dtr) | Wydad Casablanca   | 1 - 0  | 0 - 1 (dts) |

### Semifinali
| Squadra 1       | Totale | Squadra 2        | Andata | Ritorno |
| --------------- | ------ | ---------------- | ------ | ------- |
| Étoile du Sahel | 4 - 7  | Al-Ahly          | 2 - 1  | 2 - 6   |
| USM Alger       | 1 - 3  | Wydad Casablanca | 0 - 0  | 1 - 3   |

### Finale
| Squadra 1 | Totale | Squadra 2        | Andata | Ritorno |
| --------- | ------ | ---------------- | ------ | ------- |
| Al-Ahly   | 1 - 2  | Wydad Casablanca | 1 - 1  | 0 - 1   |